# Saint-Maurice-sur-Eygues
Saint-Maurice-sur-Eygues è un comune francese di 668 abitanti situato nel dipartimento della Drôme della regione dell'Alvernia-Rodano-Alpi.

## Società

### Evoluzione demografica
Abitanti censiti